# Crisis política en El Salvador de 2021
La crisis política en El Salvador de 2021 se desarrolló el 1 de mayo de ese año luego de la decisión de la Asamblea Legislativa de destituir a los magistrados de la Sala de lo Constitucional y al fiscal general, lo cual fue considerado como un «golpe a la democracia» o «autogolpe» por la oposición política y la comunidad internacional. Esto conllevó a críticas al presidente Nayib Bukele, quien defendió lo sucedido, acusado de ser instigador de las decisiones de la Asamblea Legislativa.

## Antecedentes
El presidente Nayib Bukele ha tenido conflictos con los principales partidos tradicionales de El Salvador en su carrera política, que se agudizaron desde que asumió la Presidencia de la República tras derrotar en las elecciones de 2019 a su anterior partido FMLN, que lo expulsó por un caso de presunta violencia contra la mujer que fue desestimado por la Justicia.

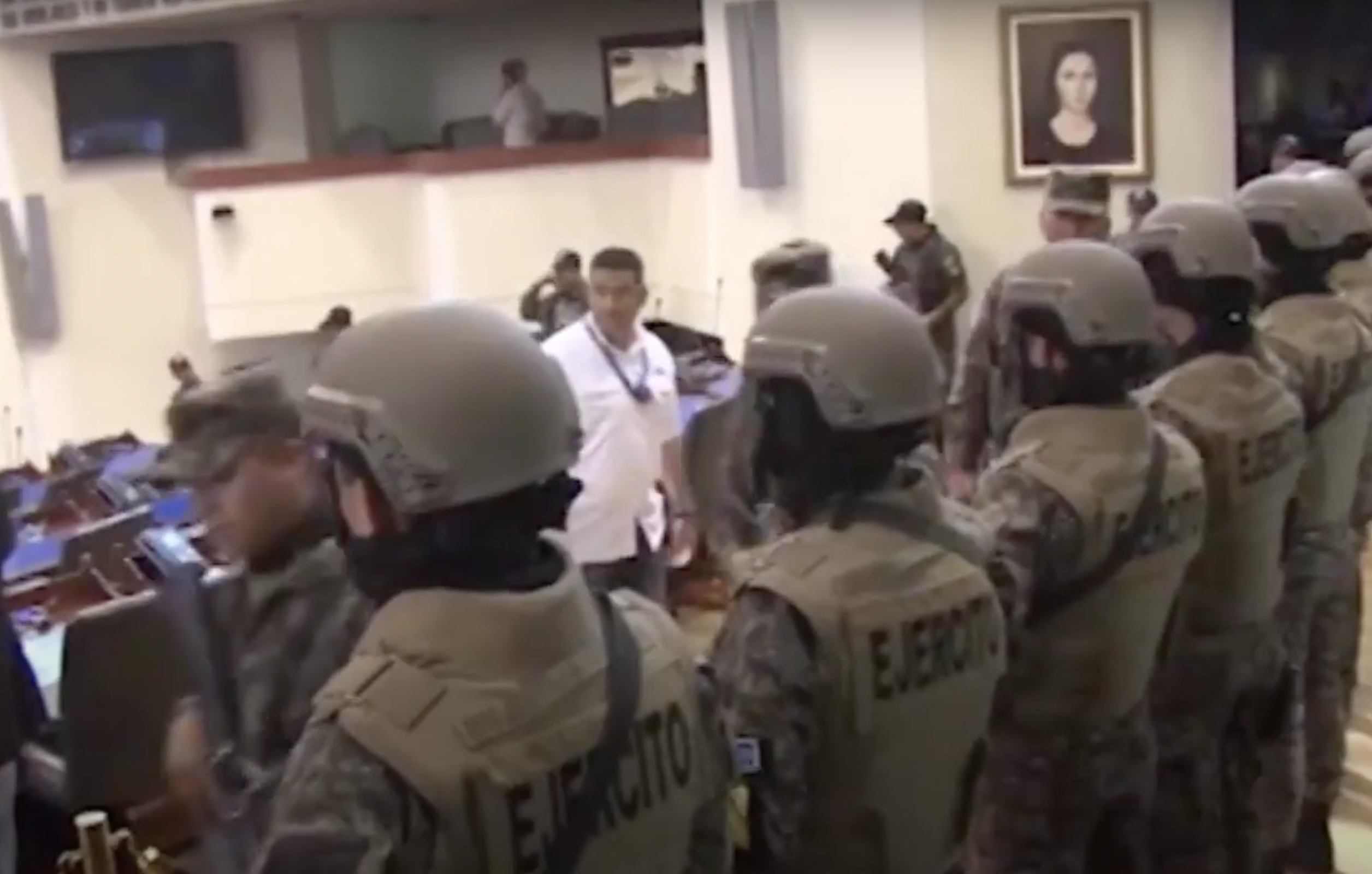
Soldados en la Asamblea Legislativa de El Salvador.

El 9 de febrero de 2020, el presidente Nayib Bukele ordenó que 40 soldados ingresaran a la Asamblea Legislativa para presionar a sus diputados, de mayoría opositora, a aprobar la solicitud de un préstamo de $109 millones de dólares a los Estados Unidos para apoyar su Plan de Control Territorial, que pretende atajar el problema de delincuencia en El Salvador. Se sentó en la silla de Mario Ponce, el presidente de la Asamblea Legislativa, y, luego de unos minutos, salió del recinto y se dirigió a una multitud de simpatizantes: «Si estos sinvergüenzas no aprueban esta semana el Plan de Control Territorial, los volvemos a convocar».
Tras el incidente, hubo pequeñas protestas contra Bukele; sin embargo, en las redes sociales la mayoría de salvadoreños expresó su apoyo a Bukele. Los legisladores de oposición condenaron la acción de Bukele como un «intento de golpe de Estado». La Corte Suprema de Justicia (CSJ) también condenó el hecho, le prohibió convocar a la Asamblea Legislativa y prohibió al Ministerio de la Defensa Nacional realizar cualquier acción no permitida por la Constitución. El incidente fue citado por analistas internacionales como un caso de retroceso democrático en el país.
Durante la pandemia de COVID-19 en El Salvador, Bukele había ordenado a la Policía Nacional Civil arrestar a personas por violar de las medidas de cierre nacional. La Sala de lo Constitucional, que integra la CSJ, dictaminó que detener a ciudadanos por infringir las órdenes ejecutivas era ilegal; sin embargo, Bukele rechazó e ignoró el fallo del tribunal. El 8 de noviembre de 2020, Raúl Melara, fiscal general de la República, abrió investigaciones contra veinte de instituciones gubernamentales de Bukele por presunta corrupción.

## Eventos
El 28 de febrero de 2021, las elecciones legislativas de 2021 resultaron en una victoria para Nuevas Ideas, el partido político afín al presidente Bukele, que obtuvo 56 de los 84 escaños (66 %) de la Asamblea Legislativa. El nuevo período legislativo comenzó el 1 de mayo de 2021, que eligió a Ernesto Castro como el nuevo presidente de la Asamblea Legislativa, en sustitución del exdiputado Ponce, con 64 votos a favor y 20 abstenciones.
Posterior a la elección de Castro, la Asamblea Legislativa votó para destituir a los cinco magistrados propietarios y suplentes de la Sala de lo Constitucional de la CSJ que se habían opuesto a Bukele, bajo el argumento que habían «emitido decisiones arbitrarias». La votación terminó con 64 votos a favor, 19 en contra y 1 abstención. Elisa Rosales, diputada de Nuevas Ideas y primera secretaria de la Junta Directiva, afirmó que había «pruebas claras» de que los jueces impedieron la gestión del gobierno y que debían destituirlos para proteger al pueblo. Antes de finalizar la votación, los cinco magistrados declararon era inconstitucional la decisión de la Asamblea Legislativa, que fue ignorada por la bancada oficialista y no fue publicada por el Diario Oficial. Los jueces removidos eran Óscar Armando Pineda Navas ―presidente―, Aldo Enrique Cáder, Carlos Sergio Avilés, Carlos Ernesto Sánchez y Marina de Jesús Marenco.
Más tarde ese mismo día, la Asamblea Legislativa también votó para destituir a Melara como fiscal general de la República, quien luego presentó su renuncia. Inmediatamente se nombraron a los cinco nuevos magistrados propietarios de la Sala de lo Constitucional, mas no a los suplentes. Los nuevos jueces son Óscar Alberto López Jerez ―sustituye a Pineda Navas como presidente de la CSJ―, Luis Javier Suárez Magaña, Héctor Nahúm García, José Ángel Pérez Chacón y Elsy Dueñas Lovos, que se instaló en corte plena el 3 de mayo; cada uno de ellos recibió guardias armados como escoltas personales. Cuatro de los cinco magistrados destituidos presentaron sus dimisiones.

## Reacciones

### Locales
Mientras la mayoría de la población aplaudía este hecho, el día siguiente la oposición hizo una marcha para expresar su descontento.
La oposición acusó al presidente Nayib Bukele de querer apoderarse del poder, acto que negó diciendo: «El pueblo no nos mandó a negociar».

### Internacionales
- Estados Unidos: El Secretario de Estado, Antony Blinken, y el gobierno de Joe Biden expreso su «máxima preocupación por el acto».[1]

- Unión Europea: El Vicepresidente de la Comisión Europea, Josep Borrell, expresó su «preocupación y cuestionó el funcionamiento del Estado de derecho y la separación de poderes».[32]